# USS Salute (AM-294)
L'USS Salute (AM-294) est un dragueur de mines de classe Admirable de la Marine des États-Unis lancé en 1943 et coulé en opération au large de Labuan lors de la Seconde Guerre mondiale.